# Хваджаган
Хваджага́н или ходжаган (перс. خواجگان‎, мн. ч. от перс. خواجه‎, ходжа — «хозяин») — суфийский тарикат, основанный Абдул-Халиком Гидждувани и ставший предтечей накшбандийского тариката.

## История
Основателем тариката хваджаган считается Абдул-Халик Гидждувани, живший в XII веке. На его взгляды повлияли учения школ маламатия и каландария. Гидждувани были разработаны восемь основных принципов духовно-религиозной жизни для последователей тариката. Также он сформулировал около 60 положений, которых должен придерживаться истинный мусульманин, занятый мистико-аскетической практикой.
По мнению немецкого исламоведа Юргена Поля, хваджаган является не суфийским братством, а скорее мистическим учением, последователями которого были различные разрозненные и мало организованные группы в городах и сельской местности Мавераннахра в XIII—XV веках. У хваджаганов отсутствовали какие-то устоявшиеся общие практики. Их объединяло притязание на статус духовных последователей Абдул-Халика Гидждувани, понятие о «жизни хорошего мусульманина» и чувство того, что после монгольского нашествия их общество погрязло в вещах, чуждых исламу.
Бахауддин Накшбанд, живший в XIV веке, был лидером одной из групп хваджаганов в окрестностях Бухары. Он учился у Амира Кулала, который был представителем пятого поколения последователей Гидждувани. Накшбанд полностью воспринял основные принципы хваджаганов, разработанные основателем тариката, и добавил к ним ещё три принципа (вукуф адади, вукуф замани, вукуф калби), тем самым заложив основы нового суфийского братства, впоследствии ставшего известным как хваджаган-накшбандия или просто накшбандия. Со временем накшбандийский тарикат стал одним из самых популярных суфийских братств, уступая лишь тарикату кадирия, и распространился на огромной территории от Египта и Балкан до Китая и Индонезии, от Поволжья и Северного Кавказа до Индии и Аравийского полуострова.

### Хваджаганы в Восточном Туркестане
Первые шаги по распространению тариката хваджаган на территории Восточного Туркестана были предприняты ещё в конце XV века, когда орден возглавил Махдуми Азам (Ахмад Касани). Однако эти попытки были неудачны — могольские ханы отдавали предпочтение более умеренным представителям местного тариката увайсия. В XVI веке сын Махдуми Азама Мухаммед-Исхак был выслан из Моголистана. Лишь к XVII веку хваджаганы смогли резко усилить своё политическое влияние в ханстве и стали влиятельными феодалами. В это же время произошёл раскол между группами «белогорцев» (актаглык) и «черногорцев» (каратаглык). Белогорцы были последователями старшего сына Махдуми Азама — Мухаммед-Амина (Ишан-и Калан), а черногорцы — Мухаммед-Исхак Вали, младшего брата Мухаммед-Амина. Непримиримая борьба двух ветвей хваджаганов привела к расколу и двоевластию в стране, их деятельность поспособствовала дестабилизации и распаду Восточного Туркестана. К 1683 году Могольское ханство распалось на три части — одно теократическое государство и два светских государства, подчинённые джунгарским ханам.

## Учение хваджаганов
Восемь основных принципов Гидждувани:
- хуш дар дам (перс. هوش در دم‎ — «контроль за дыханием», «осознанность каждого вдоха-выдоха»);
- назар бар кадам (перс. نظر بر قدم‎ — «контроль за каждым шагом»);
- сафар дар ватан (перс. سفر در وطن‎ — «странствие в вотчине»);
- халват дар анджуман (перс. خلوت در انجمن‎ — «уединение в обществе»);
- йадкард (перс. یاد کرد‎ — «постоянное поминание»);
- базгашт (перс. بازگشت‎ — «возвращение»);
- нигахдашт (перс. نگاهداشت‎ — «сохранение бдительности»);
- йаддашт (перс. یادداشت‎ — «осознанное запоминание»).

Чего должен придерживаться истинный мусульманин, согласно Гидждувани:
- обязательное исполнение предписаний шариата и сунны пророка Мухаммеда;
- искоренение предосудительных «новшеств» в суфизме;
- добровольная, но самодостаточная бедность;
- строгий аскетизм;
- отказ от мирских утех;
- обязательное изучение фикха и хадисов и т. д.

Гидждувани осуждал любые контакты с представителями власти. Его последователи должны были сторониться «лжесуфиев», совершать коллективную молитву-намаз, не стремиться быть имамом (в молитве) или муэдзином, не привлекать к себе внимания и быть незаметным, сторониться славы, не быть гарантом в делах, не обращаться в суды, не подписывать договоров купли-продажи и векселей, ограничивать себя в общении, сне и еде, быть постоянно в духовном уединении, следить за своим внешним видом и быть аккуратными, ни с кем не спорить, ничего не требовать от людей и никому не служить (кроме шейхов). Гидждувани проповедовал фактическое безбрачие, отрицательно относился к строительству суфийских обителей (завия, ханака) и совместному проживанию в них. Он признавал пользу радений с песнями и танцами (сама‘) и не был против подобных практик, но с условием, что они не должны занимать слишком большое место в религиозной жизни суфиев.